# Karl Schneider (Politiker, 1934)
Karl Schneider (* 21. Mai 1934 in Mainflingen; † 13. Dezember 2020) war ein deutscher Politiker (SPD). Von 1973 bis 1991 gehörte er dem Hessischen Landtag an. Als Landesminister amtierte er von 1980 bis 1987 in Hessen und von 1991 bis 1994 in Rheinland-Pfalz.

## Leben und Beruf
Nach dem Abitur studierte Schneider Rechtswissenschaften in Frankfurt am Main, absolvierte ein Referendariat am Landgericht Darmstadt und arbeitete anschließend im Justizwesen. Seit den 1980er Jahren engagierte er sich zudem in Wandervereinen und war von 1993 bis 2007 Präsident des Verbandes Deutscher Gebirgs- und Wandervereine. In seiner Amtszeit fand 1996 in Wernigerode der erste Deutsche Wandertag nach 60 Jahren auf ostdeutscher Seite statt. 2001 startete der Verband gemeinsam mit dem Deutschen Tourismusverband die Initiative Wanderbares Deutschland. 2002 wurde die erste Ausgabe der Verbandszeitschrift Wanderzeit veröffentlicht. 2004 wurde erstmals das Zertifikat Qualitätsweg Wanderbares Deutschland verliehen.

## Partei
Schneider trat während seines Studiums dem Sozialistischen Deutschen Studentenbund bei, schloss sich der SPD an und wurde 1956 Vorsitzender des SPD-Ortsvereins Mainflingen.

## Abgeordneter
Schneider war Gemeindevertreter der Gemeinde Bickenbach und Kreistagsmitglied im Landkreis Darmstadt. Er gehörte dem Hessischen Landtag vom 8. Mai 1973, als er für den ausgeschiedenen Abgeordneten Heinrich Baumann nachrückte, bis zum 4. April 1991 an und war dort vom 18. Oktober 1976 bis zum 26. März 1980 Vorsitzender der SPD-Fraktion.

## Öffentliche Ämter
Schneider wurde am 13. Mai 1980 als Minister für Landesentwicklung, Umwelt, Landwirtschaft und Forsten in die von Ministerpräsident Holger Börner geführte Hessische Landesregierung berufen. Bei der Bildung einer von den Grünen tolerierten SPD-Minderheitsregierung wurde er am 4. Juli 1984 zum Hessischen Kultusminister ernannt. Nach der Niederlage der SPD bei den Landtagswahlen am 23. April 1987 schied Schneider am 24. April 1987 aus der Landesregierung aus. Nachdem er bei der Hessischen Landtagswahl 1991 nicht mehr für einen Sitz im Landesparlament kandidiert hatte, wechselte er in die Landespolitik von Rheinland-Pfalz und übernahm vom 21. Mai 1991 bis zum 26. Oktober 1994 das Amt des Ministers für Landwirtschaft, Weinbau und Forsten.
Als Mitglied zweier deutscher Landesregierungen gehörte Schneider auch dem Bundesrat als stellvertretendes Mitglied an: Vom 3. Juni 1980 bis zum 24. April 1987 für das Land Hessen, vom 23. Mai 1991 bis zum 26. Oktober 1994 für das Land Rheinland-Pfalz.